# Bulbophyllum roxburghii
Bulbophyllum roxburghii (Lindl.) Rchb.f., 1861 è una pianta della famiglia dell Orchidacee, originaria dell'Asia.

## Descrizione
È un'orchidea di medie dimensioni con crescita epifita. B. roxburghii presenta un rizoma dal quale, ogni 3-5 centimetri si originano pseudobulbi di forma subglobosa, avvolti alla base da guaine fibrose, che portano al loro apice un'unica foglia sessile o dotata di un breve picciolo, coriacea, spessa, di forma lineare-oblunga, ad apice ottuso, di colore verde scuro.
La fioritura avviene dalla primavera all'estate, mediante un'infiorescenza basale, derivante da uno pseudobulbo maturo, lunga mediamente 20 centimetri, sottile, ricoperta di brattee floreali, eretta e portante da 5 a 12 fiori riuniti ad ombrella. I fiori sono bianchi variegati di rosso, vistosi nell'insieme dell'infiorescenza, il singolo fiore è grande solo circa 2 centimetri, con sepali, in particolare i 2 laterali, molto grandi e petali e labello poco notevoli.

## Distribuzione e habitat
La specie è originaria dell'Asia, in particolare della catena Himalayana, negli stati indiani di Assam e Sikkim in valli a basse quote (mediamente a circa 300 metri sul livello del mare), dove cresce epifita sugli alberi della foresta tropicale, in clima caldo tutto l'anno.

## Coltivazione
Questa pianta è bene coltivata in cestini di legno contenenti materiale organico per assecondare la naturale esigenza dell'aerazione delle radici, richiede inoltre esposizione all'ombra e temperatura calda per tutto il corso dell'anno.